# فولفغانغ فون كلوجه
فولفغانغ فون كلوج (بالألمانية: Wolfgang von Kluge)‏ هو عسكري ألماني، ولد في 5 مايو 1892 في شتشين في بولندا، وتوفي في 30 أكتوبر 1976 في كيل في ألمانيا.